# Martin Wolke

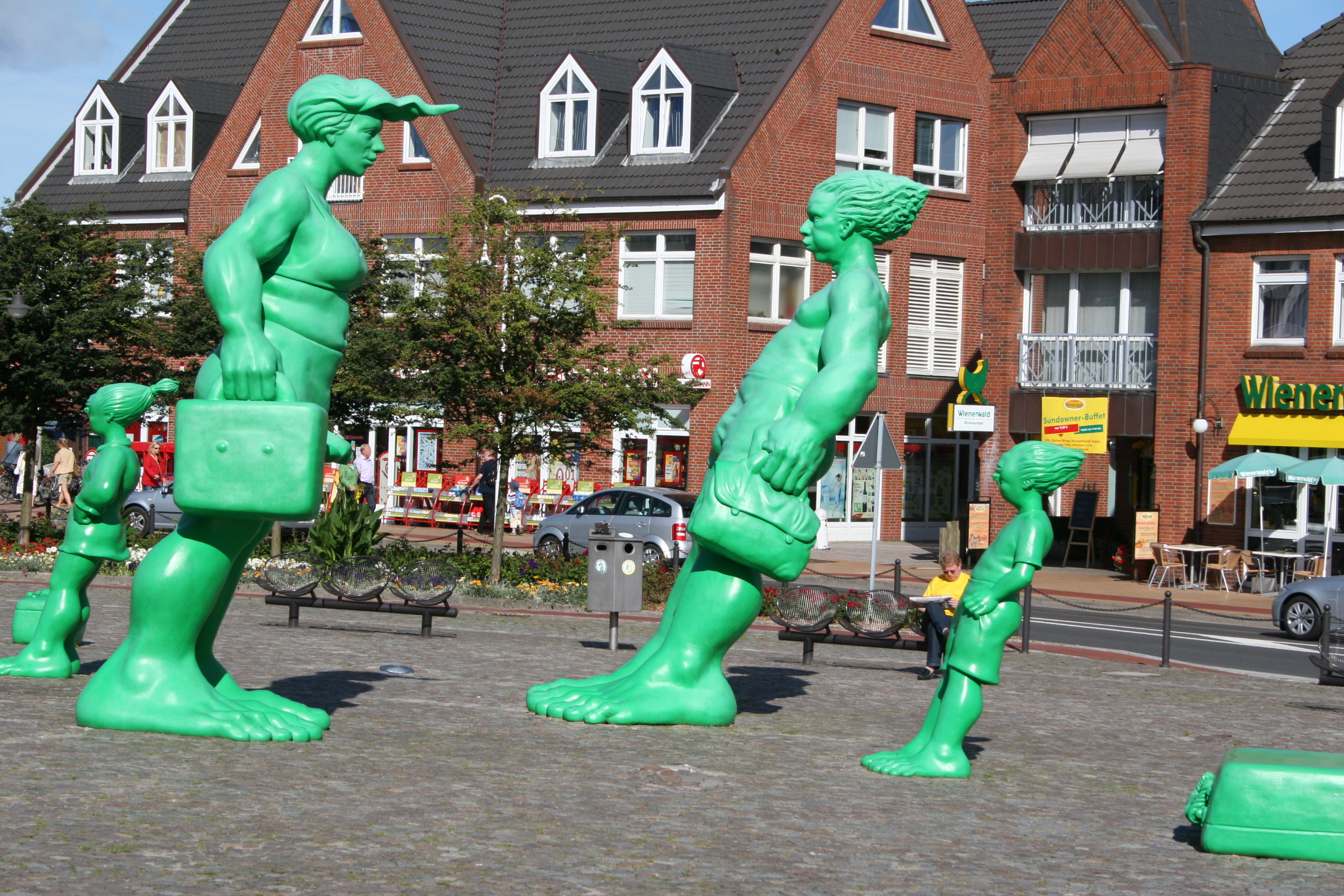
Reisende Riesen im Wind, Westerland 2001

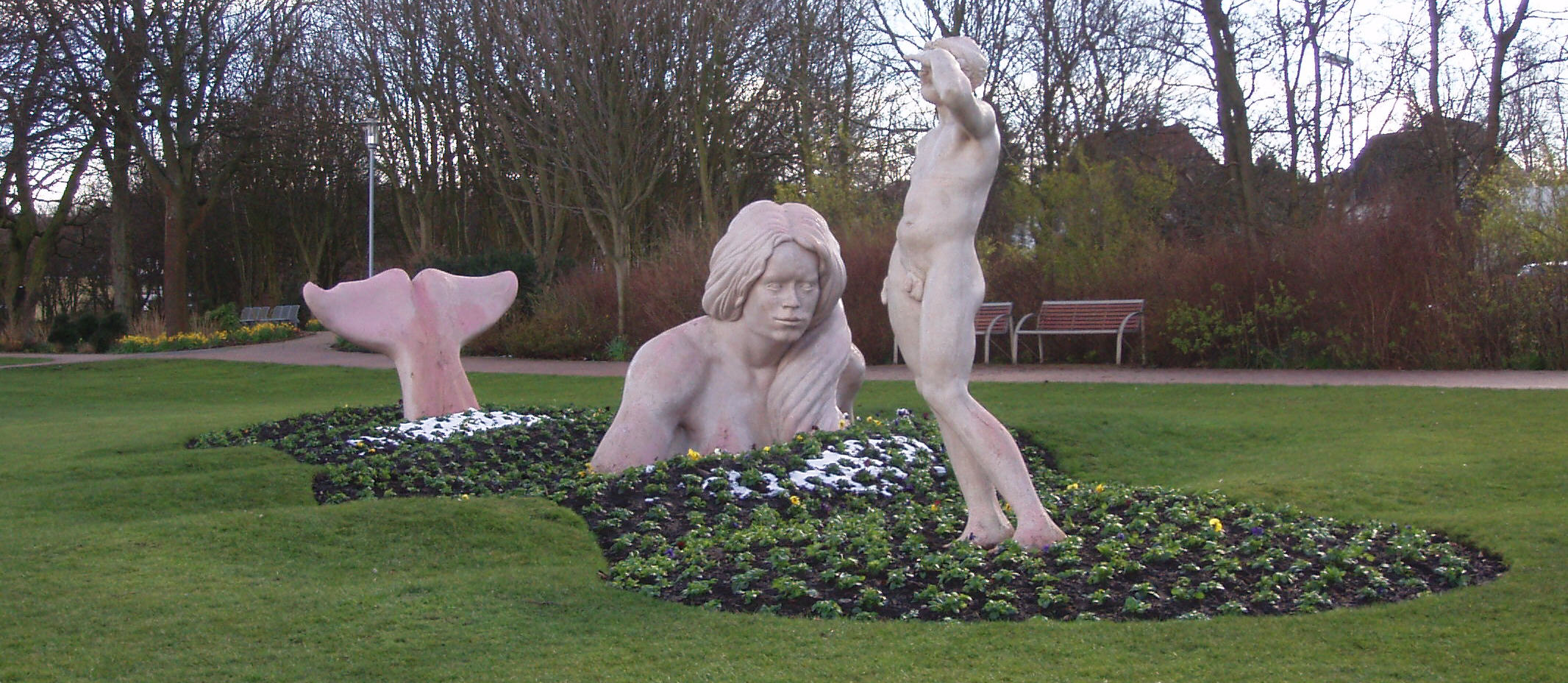
Schwimmübungen, Kunststein, Eckernförde 2002

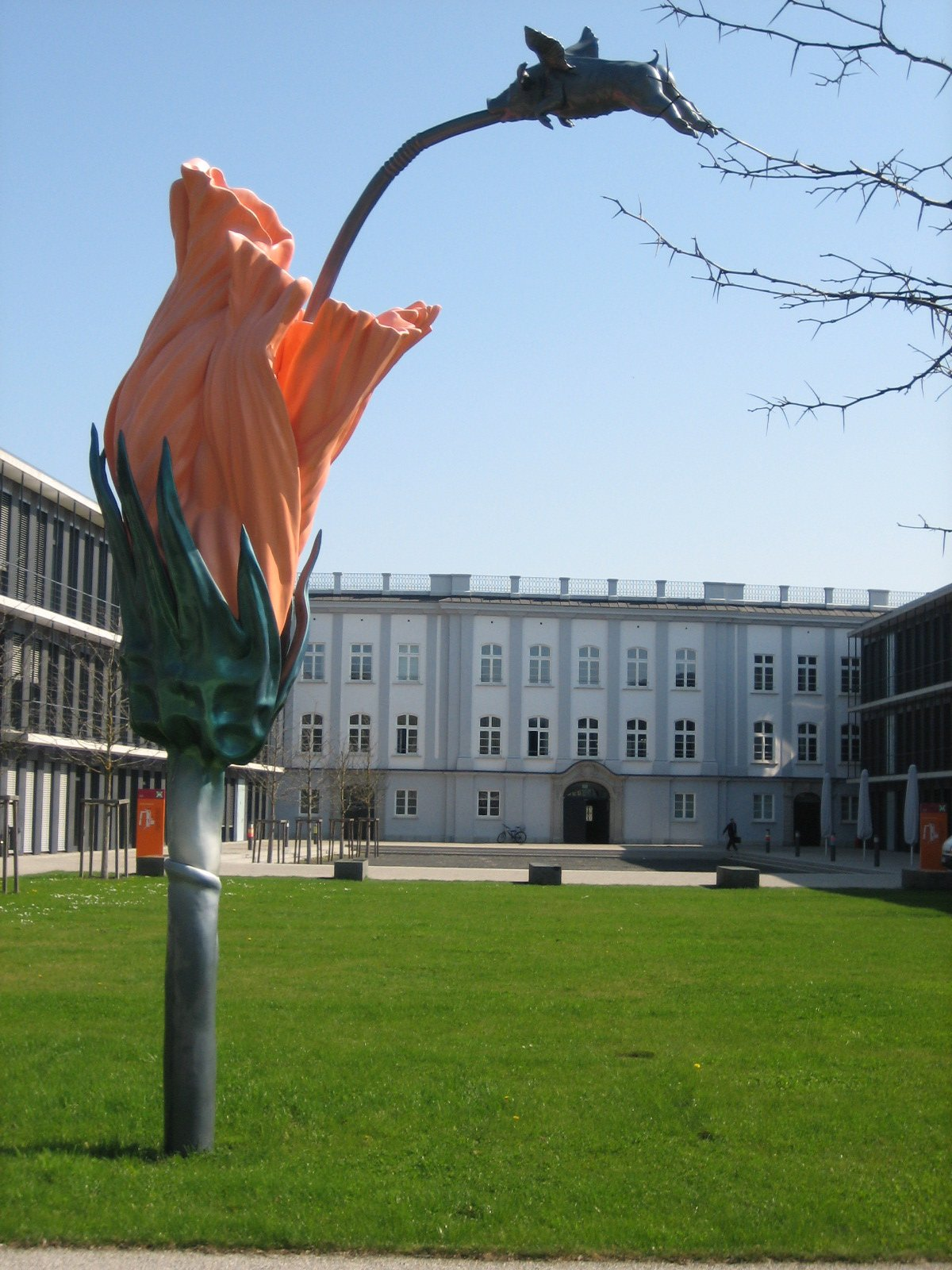
Die Blüte, Hochschule Augsburg 2007

Martin Wolke (* 1971 in München) ist ein deutscher Bildhauer.

## Leben
Nach dem Besuch der Odenwaldschule und dem Zivildienst studierte er von 1993 bis 1999 bei Jan Koblasa an der Muthesiushochschule in Kiel Bildhauerei. Im Jahr 2000 erhielt er ein Arbeitsstipendium in Eckernförde sowie einen Lehrauftrag an der Christian-Albrechts-Universität Kiel und ein weiteres Arbeitsstipendium in Lauenburg/Elbe. Ab 2003 hatte er einen Lehrauftrag an der Muthesius Kunsthochschule Kiel, wo er von 2004 bis 2006 die Bildhauerwerkstatt leitete.

## Kunst im öffentlichen Raum
Werke Wolkes sind im öffentlichen Raum zu sehen. Im Jahr 2000 stattete er das Friedrich-Schiller-Gymnasium in Preetz mit dem Kunstwerk grüne Schulkinder reisen aus, seit 2001 stehen die Reisenden Riesen im Wind auf dem Bahnhofsvorplatz von Westerland auf Sylt, 2002 wurden die Schwimmübungen im Kurpark von Eckernförde aufgestellt. Den Gezeitenwandel oder die Gezeitenbank, eine Sitzgelegenheit für Besucher des Nationalparks Schleswig-Holsteinisches Wattenmeer, die sich an der Gestalt des Möbiusbandes orientiert, gibt es seit 2003, 2004 wurde in Eckernförde Palm Beach errichtet und die Blüte am Neubau der Hochschule Augsburg existiert seit 2007. 2012 schuf er für das Kreuzfahrtschiff AIDAmar zwei Skulpturen auf dem Pooldeck: Fortuna & Aeolus.
Viele seiner Installationen sind aus Fiberglas geschaffen.

## Debatte in Ahrensburg
Kontrovers diskutiert und in den Medien berichtet wurde über Wolkes aus Fiberglas geschaffenem Muschelläufer (2005) im Comic-Style. Zunächst über ein Jahrzehnt in der Fußgängerzone von Ahrensburg aufgestellt, ein Mann mit übergroßen Barfüßen eine Muschel herablaufend, die linke Hand lässig in seiner Anzughosentaschen. Anstelle seiner rechten Hand ist eine zweite, kleinere Muschel zu sehen, in der ursprünglich ein Lautsprecher integriert war – der später in Ahrensburg zerstört wurde – und zum interaktiven Umgang einlud. Nach Streitigkeiten zwischen der Stadt und Wolke über die Reparaturkosten wurde die Plastik dem Künstler zurückgegeben, wechselte den Anstrich von Blau zu grünpatiniert und wurde dann zunächst auf Skulpturensommer in Bissee ausgestellt und zuletzt 2024 am Wasserturm Højer in Dänemark auf der Art Jam Road.
Nach einer Unterschriften-Sammlung zum Zweck der Entfernung des Kunstwerks und einem geplanten Bürgerentscheid zur Versetzung an einen anderen Standort wurde die Skulptur als „Sinnbild für die Ohnmacht der Bürger gegenüber ihrer Verwaltung“ bezeichnet. Darüber hinaus ist sie zu einem Diskursobjekt über die Toleranzfähigkeit einer lautstarken Minderheit und über die Freiheit der Kunst geworden.
Der Muschelläufer ist vom Stil her mit anderen Arbeiten von Martin Wolke vergleichbar. Von ähnlichen Kontroversen, wie der in Ahrensburg, ist nichts bekannt. Typischerweise sind Wolkes Plastiken „beliebte Fotomotive“ und gelten als Wahrzeichen.

## Ausstellungen
- Galerie Hübner, Frankfurt am Main, 2001
- Stadtgalerie Westerland, 2002
- Galerie Hübner, Frankfurt am Main, 2004
- Galerie Nemo, Eckernförde, 2004
- Mannheimer Kunstverein, Foyer 2004
- Art Frankfurt, Förderkoje 2005